# Радиационен баланс
Радиационен баланс на атмосферата и Земята се нарича разликата между погълнатото от земната повърхнина слънчево излъчване и ефективното излъчване или с други думи, разликата между действителния приход и разход на топлина. Той се изразява със следната формула: R = (I sin h + i)(1-a) – E еф., където I е интензивността на пряката слънчева радиация, i – интензивността на разсеяната радиация, h – височината на Слънцето над хоризонта, a – албедото на земната повърхност, E еф. – ефективното излъчване.
От радиационния баланс зависи топлинното състояние на земната повърхност. През деня радиационния баланс поти винаги е положителен (приходът на топлина е по-голям от разхода), а през нощта – отрицателен. Преходът от отрицателен към положителен баланс настъпва обикновено около един час след изгрев слънце. Вечер настъпва обратен процес – преход от положителен към отрицателен баланс, като този процес започва 1 – 1,5 час преди залез слънце. В арктическите райони на Земята положителен радиационен баланс се наблюдава само през лятото. Към екватора продължителността на този период нараства. На 60° с.ш. този период е 7 месеца, а на 50° с.ш. – 9 месеца.
Средната годишна стойност на радиационния баланс, с изключение на най-северните и най-южните райони на Земята, е положителна. Разпределението на радиационния баланс в Северното полукълбо е следната:
- На горната граница на атмосферата, за една година върху всеки sm² площ, се получават около 250 kg/cal (100%). От това количество атмосферата получава 35 kg/cal/sm² (14%), а земната повърхност – 110 kg/cal/sm² (44%). Или системата Земя – атмосфера поглъща годишно 145 kg/cal/sm². останалите 105 kg/cal/sm² (42%) се отразяват от земната повърхност и от облаците и се разсейват в космическото пространство.
- Земната повърхност получава годишно 110 kg/cal/sm² от пряка радиация. От тях 50 kg/cal/sm² се губят при топлинното излъчване на Земята. За затоплянето ѝ остават 60 kg/cal/sm². Следователно радиационният баланс (60 kg/cal/sm²) 46 kg/cal/sm² се изразходват за изпарение и 14 kg/cal/sm² за затопляне на прилежащия въздушен слой по пътя на турбуленцията.
- Атмосферата от своя страна получава следните количества радиация: От пряка радиация – 35 kg/cal/sm² (14%); от освободена скрита топлина на изпарението при кондензацията на водните пари – 46 kg/cal/sm² (18,4%); по пътя на турбулентния обмен – 14 kg/cal/sm² (5,6%), общо 95 kg/cal/sm² годишно (38%).

По такъв начин приходно-разходния годишен баланс на слънчевата радиация приема следния вид:
- Приход

от пряка слънчева радиация ...........................250 kg/cal/sm² годишно (100%)
- Разход

отразена радиация...........................................105 kg/cal/sm² годишно (42%)
ефективно излъчване от земната повърхност..50 kg/cal/sm² годишно (20%)
ефективно излъчване от атмосферата.............95 kg/cal/sm² годишно (38%)
Общо разход.........................................250 kg/cal/sm² годишно (100%)
Когато се разглежда радиационният баланс на океанската повърхност трябва да се има предвид, че късовълновата радиация прониква до по-голяма дълбочина от дълговълновата. Затова за активен слой се приема слоят, в който се поглъща цялата дълговълнова радиация и (1 – б) от късовълновата радиация. Така радиационният баланс на океанската повърхнина се изчислява със следното съотношение: Ro = [ (I sin h + i)(1-a)(1-б)] – E еф.